# Sobralia oroana
Sobralia oroana är en orkidéart som beskrevs av Dodson. Sobralia oroana ingår i släktet Sobralia och familjen orkidéer. Inga underarter finns listade i Catalogue of Life.